# Västerby lövskogar
Västerby lövskogar är ett naturreservat i Linköpings kommun i Östergötlands län.
Området är naturskyddat sedan 2004 och är 177 hektar stort. Reservatet omfattar delar av Lilla Rängen och dess stränder och mrkområden intill, allt omkring gården Västerby. Reservatet består av ekhagmarker, lundar och strandskogar med ädellöv och asp.